# Хорбельт, Райнер
Ра́йнер Хо́рбельт (нем. Rainer Horbelt; 26 ноября 1944, Висмар, Свободное государство Мекленбург-Шверин — 9 февраля 2001) — немецкий писатель и режиссёр.

## Биография
В 1955—1964 годах Райнер Хорбельт обучался в гимназии в Гельзенкирхене, затем изучал театроведение и искусствоведение в Кёльнском университете, также прошёл курс актёрского мастерства и сдал соответствующий экзамен в 1968 году. Хорбельт писал статьи для многих изданий. В 1968—1971 годах обучался в Мюнхенской высшей школе телевидения и кино, затем работал редактором в главном отделе телевизионных спектаклей Баварского радио. Он выступил режиссёром нескольких телевизионных спектаклей и документальных фильмов и обучал медиаведению в Мюнхене, Кёльне, Дортмунде и Берлине. Райнер Хорбельт длительное время проживал в Марле, затем в Гельзенкирхене и позднее в Алгарви. Райнер Хорбельт написал несколько произведений художественных и научно-популярных произведений, путеводителей и телевизионных сценариев. В 1973 году Райнер Хорбельт удостоился поощрительного приза земли Северный Рейн — Вестфалия молодым деятелям искусства, в 1991 году — рабочую стипендию земли Северный Рейн — Вестфалия, а в 1993 году — стипендию Фонда прусской морской торговли.

## Сочинения
- Die Zwangsjacke. Düsseldorf 1973
- Polizei, Bundesbahn, Krankenhaus. Köln 1975
- Schigolett. Köln [u. a.] 1977
- Geschichten vom Herrn Hintze. Köln 1978
- Tante Linas Kriegskochbuch. Frankfurt am Main 1982
- Bürokrauts, wir kommen! Frankfurt am Main 1983
- Das Projekt Eden oder Die große Lüge der Fernseh-Macher. Frankfurt am Main 1984
- Tante Linas Nachkriegsküche. Frankfurt am Main 1985
- Favas, Fisch und Feigenbrot. Herne 1993
- Leben an der Algarve. Lagoa 1995
- Vor Ort. Herne 1995
- Die Tote in der Zisterne. Herne 1999
- Die deutsche Küche im 20. Jahrhundert. Frankfurt am Main 2000